# توماس إس. غوردون
توماس إس. غوردون (بالإنجليزية: Thomas S. Gordon)‏ هو سياسي أمريكي، ولد في 17 ديسمبر 1893 في شيكاغو في الولايات المتحدة، وتوفي بنفس المكان في 22 يناير 1959. نشط حزبياً في الحزب الديمقراطي. وقد انتخب أمين الخزينة (1939 – 1942) وانتخب مندوب ‏ (1936 – 1936) وانتخب عضو مجلس النواب الأمريكي.